# Дворянка (Приморский край)
Дворянка — село в Ханкайском районе Приморского края России.
Входит в состав муниципального образования Сельское поселение Комиссаровское, в который входят сёла Комиссарово и Дворянка.

## География
Село Дворянка стоит на левом берегу реки Комиссаровка.
Дорога к селу Дворянка идёт на запад от автотрассы Сибирцево — Комиссарово. Расстояние до трассы 15 км, затем на север до Комиссарово 8 км.

## Население
| 2002 | 2005 | 2010 |
| ---- | ---- | ---- |
| 147  | ↘145 | ↘116 |